# Comunhão Mundial das Igrejas Reformadas
A Comunhão Mundial das Igrejas Reformadas (CMIR) é um corpo cristão ecumênico formado em junho de 2010 pela fusão da Aliança Mundial de Igrejas Reformadas e o Conselho Ecumênico Reformado.
A organização tem 227 denominações membros plenos e outras 3 denominações associadas ou filiadas, em 105 países.
Juntas, as denominações membros plenos reivindicam cerca de 100 milhões de membros. As denominações associadas e afiliadas, entre as quais as maiores são o Conselho Cristão Chinês e o Conselho Consultivo Ecumênico dos Discípulos, representam outras 40 milhões de pessoas.
A CMIR é a maior ou segunda maior comunhão protestante do mundo.
É, portanto, a terceira ou quarta maior comunhão do mundo, depois da Igreja Católica e Igreja Ortodoxa Oriental e Comunhão Anglicana.
Entre as maiores denominações membros da CMIR estão: Igreja Evangélica Etíope Mekane Yesus, Igreja de Jesus Cristo em Madagascar, Igreja do Sul da Índia, Igreja Presbiteriana da África Oriental, Igreja Presbiteriana de Camarões, Igreja Unida da Zâmbia, Igreja Presbiteriana da Nigéria, Igreja Protestante na Indonésia, Igreja Presbiteriana da África, Igreja Presbiteriana da África Central,  Igreja Nacional Presbiteriana do México, Comunidade Presbiteriana no Congo e Igreja Evangélica de Camarões.
Suas denominações membros, em geral, podem ser consideradas mais liberais do que as denominações membros da Conferência Internacional das Igrejas Reformadas ou da Fraternidade Reformada Mundial, que também são grandes organizações ecumênicas calvinistas.

## História

### Precedentes
A Fé Reformada surgiu na Europa, no Século XVI. A partir de então, se espalhou por migração e missões por todo o mundo. Desde o Século XIX, cristãos reformados começaram a organizar estruturas que permitissem a comunhão e o testemunho de unidade entre reformados de todo o mundo. 
Em 1875, foi organizada, em Londres, a Aliança das Igrejas Reformadas que mantém o Sistema Presbiteriano (AIRSP). Paralelamente, em 1891, foi formado o Conselho Congregacional Internacional (CCI), que reuniu igrejas da Tradição Reformada que adotavam o sistema de governo congregacional. 
Em 1946, um grupo mais conservador de igrejas reformadas organizou o Conselho Ecumênico Reformado (CER).
Em 1970, a AIRSP e CCI se uniram e formaram a Aliança Mundial das Igrejas Reformadas (AMIR).

### Formação
No Século XXI, a AMIR e o CER se aproximaram cada vez mais, com um número crescente de igrejas participando simultaneamente das duas organizações.
Depois de uma reunião de dois dias, que terminou em 1 fevereiro de 2006, Douwe Visser, presidente do Conselho Ecumênico Reformado e Clifton Kirkpatrick, presidente da Aliança Mundial das Igrejas Reformadas, disseram em uma carta conjunta aos seus membros, "Alegramo-nos com o trabalho de o Espírito Santo, acreditamos que Ele nos levou a reconhecer que chegou o momento de reunir o trabalho da Aliança Mundial das Igrejas Reformadas e do Conselho Ecumênico Reformado em um corpo que irá fortalecer a unidade e testemunho de cristãos reformados."
O primeira nome sugerido foi "Comunhão Reformada Mundial". Posteriormente, adotou-se o nome "Comunhão Mundial das Igrejas Reformadas" (CMIR).
Um Conselho Geral Unida da CMIR, levando a organização à existência, teve lugar de 18-26 junho de 2010 no Calvin College, Grand Rapids, MI, EUA. O conselho focado na "unidade do Espírito no vínculo da paz" mencionado em Efésios como tema principal, estabelecendo um tom de verdadeira compreensão mútua e aceitação entre as igrejas-membros e associadas, deixando de lado as diferenças e outras questões.
A Comunhão Mundial das Igrejas Reformadas é a maior associação de igrejas reformadas do mundo. Suas confissões de membros no seu conjunto pode ser considerado mais liberal do que as denominações membros da Conferência Internacional das Igrejas Reformadas ou Fraternidade Reformada Mundial, que também são grandes organizações reformadas ecumênicos.

## Posicionamentos

### Ordenação de mulheres
Em 2017, a CMIR publicou a Declaração de Fé Sobre Ordenação Feminina, na qual apoia a prática da  ordenação feminina e incentiva suas 42 denominações membros que não ordenavam mulheres a mudarem seu posicionamento. A Igreja Presbiteriana Nacional do México e União Nacional das Igrejas Protestantes Reformadas Evangélicas da França protestaram contra a declaração, enquanto a Igreja Presbiteriana do Chile se absteve.

### Declaração Conjunta sobre a Doutrina da Justificação
No mesmo ano, a CMIR tornou-se a 5ª signatária da Declaração Conjunta sobre a Doutrina da Justificação, depois do Pontifício Conselho para a Promoção da Unidade dos Cristãos (da Igreja Católica Romana), Federação Luterana Mundial, Conselho Metodista Mundial e Comunhão Anglicana.  A Igreja Presbiteriana na Irlanda e Igreja Presbiteriana do Chile se manifestaram contrárias a adesão.

### Casamento entre pessoas do mesmo sexo
A CMIR não tem posicionamento oficial sobre a sexualidade humana.
A grande maioria de suas igrejas-membros só permite o casamento entre homem e mulher e não abençoa uniões entre pessoas do mesmo sexo.
Todavia, muitas de suas denominações membros promovem o casamento entre pessoas do mesmo sexo ou abençoam uniões entre pessoas do mesmo sexo. São elas: Igreja Remonstrante, Igreja Evangélica Espanhola, Igreja Unida do Canadá, Igreja Unida na Austrália, Igreja Unida na Suécia, Igreja Unida de Cristo, Igreja Unida de Cristo nas Filipinas, Igreja Evangélica do Rio da Prata, Igreja Evangélica dos Irmãos Checos, Igreja Protestante na Holanda, Igreja Protestante Unida da Bélgica, Igreja Protestante Unida da França, União das Igrejas Protestantes da Alsácia e Lorena, Igreja Protestante Reformada de Luxemburgo, Igreja Reformada Neerlandesa (NGK), Igreja Evangélica de Confissão Helvética na Áustria, Igreja Evangélica Reformada na República Polonesa, Igreja Reformada na América, Igreja Reformada Suíça, Igreja Reformada Unificada na África Austral, Federação Reformada na Alemanha, Igreja de Lippe, Igreja Evangélica Reformada na Alemanha, Igreja Reformada Unida, Igreja Presbiteriana no Canadá, Igreja Presbiteriana (EUA), Igreja da Escócia, Igreja Presbiteriana de Gales, Igreja Presbiteriana Unida da África Austral, Igreja Congregacional Unida da África Austral, Igreja Evangélica Valdense e Igreja Evangélica Valdense do Rio da Prata.

## Membros da Comunhão

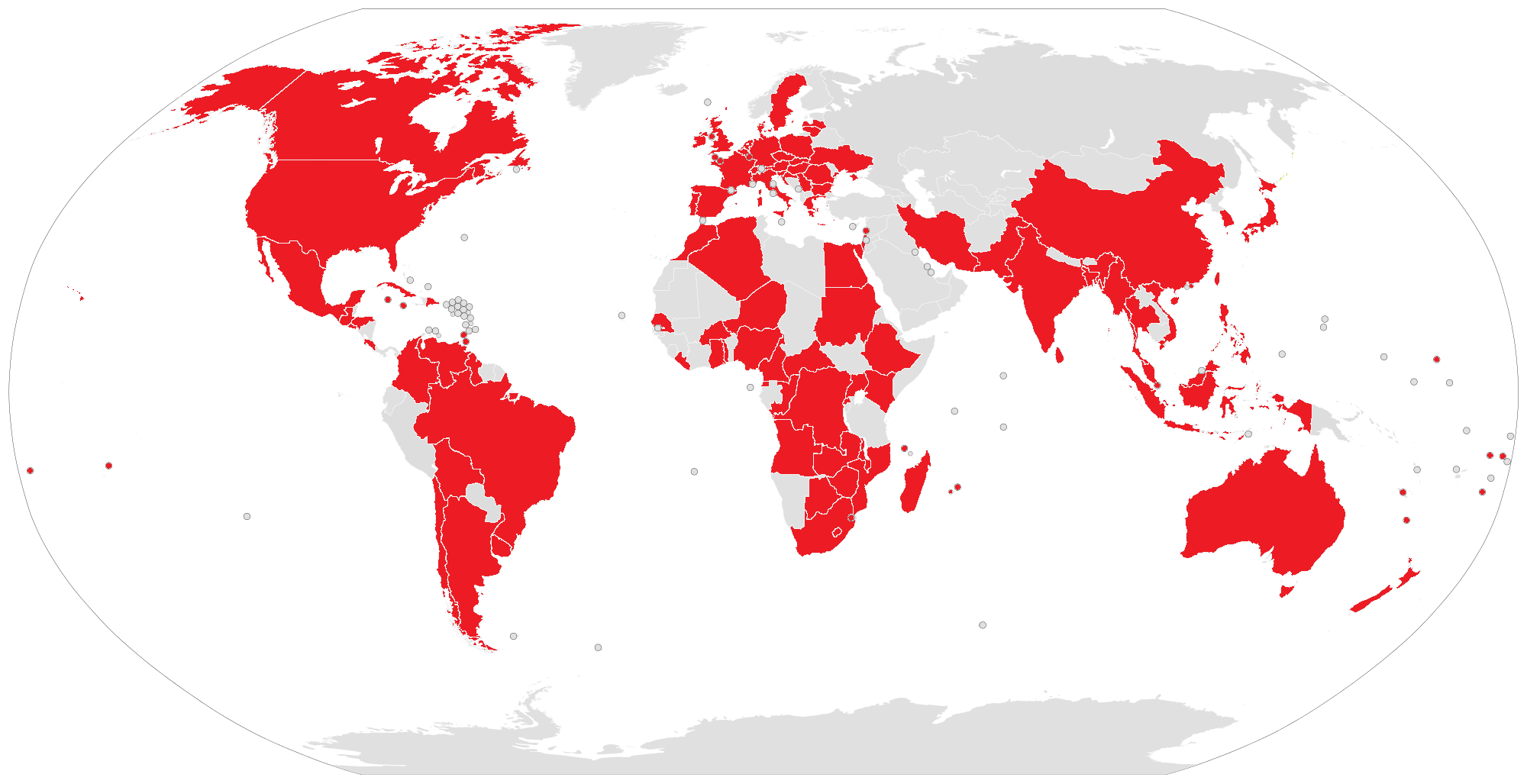
países vermelhos são o lar de pelo menos um membro da Comunhão Mundial das Igrejas Reformadas

A partir de maio de 2025 a Comunhão Mundial das Igrejas Reformadas tem 227 denominações membros plenos e 3 denominações associadas ou filiadas:
| País                                   | Sub-família denominacional                                                                         | Denominação | Número de congregações                                 | Número de membros                                                                       | Ano                                                          |
| -------------------------------------- | -------------------------------------------------------------------------------------------------- | --- | ------------------------------------------------------ | --------------------------------------------------------------------------------------- | ------------------------------------------------------------ |
| África do Sul                          | Reformados continentais                                                                            | Igreja Reformada Neerlandesa (NGK) | 1.158                                                  | 1.074.765                                                                               | 2013                                                         |
| África do Sul                          | Reformados continentais                                                                            | Igreja Reformada Holandesa da África (NHKA) | 276                                                    | 70.000                                                                                  | 2017                                                         |
| África do Sul                          | Reformados continentais                                                                            | Igreja Reformada Holandesa na África (NGKA) | -                                                      | -                                                                                       | -                                                            |
| África do Sul                          | Presbiterianos                                                                                     | Igreja Presbiteriana Evangélica na África do Sul | 42                                                     | 48.000                                                                                  | 2006                                                         |
| África do Sul                          | Reformados continentais                                                                            | Igreja Reformada Maranata de Cristo (África do Sul) | 68                                                     | 23.950                                                                                  | 2004                                                         |
| África do Sul                          | Reformados continentais                                                                            | Igreja dos Povos da África | 220                                                    | 21.216                                                                                  | 2004                                                         |
| África do Sul                          | Presbiterianos                                                                                     | Igreja Presbiteriana da África | 9.000                                                  | 3.381.000                                                                               | 2006                                                         |
| África do Sul                          | Reformados continentais                                                                            | Igreja Reformada na África (África do Sul) | 12                                                     | 2.386                                                                                   | 1996                                                         |
| África do Sul                          | Reformados continentais                                                                            | Igreja Reformada Unificada na África Austral | 783                                                    | 900.000                                                                                 | 2019                                                         |
| África do Sul                          | Presbiterianos                                                                                     | Igreja Presbiteriana Unida na África Austral | 473                                                    | 500.000                                                                                 | 2006                                                         |
| África do Sul                          | Congregacionais                                                                                    | Igreja Congregacional Unida da África Austral | 1.000                                                  | 1.500.000                                                                               | 2024                                                         |
| Alemanha                               | Reformados continentais                                                                            | Federação Reformada na Alemanha - Igreja de Lippe - Igreja Evangélica Reformada na Alemanha - Igreja Reformada Evangélica Antiga na Baixa Saxônia | 320 - 65 - 143 - 12                                    | 1.500.000 - 135.462 - 155.043 - 6.275                                                   | 2022 - 2023 - 2023 - 2022                                    |
| Angola                                 | Congregacionais                                                                                    | Igreja Evangélica Congregacional em Angola | 2.900                                                  | 1.000.000                                                                               | 2010                                                         |
| Angola                                 | Reformados continentais                                                                            | Igreja Evangélica Reformada de Angola | 666                                                    | 300.000                                                                                 | 2022                                                         |
| Argélia                                | Reformados continentais                                                                            | Igreja Reformada da Argélia | -                                                      | -                                                                                       | -                                                            |
| Argentina                              | Congregacionais                                                                                    | Igreja Evangélica Congregacional Argentina | 120                                                    | 6.000                                                                                   | 2021                                                         |
| Argentina                              | Igrejas Unidas (Reformados continentais e Luteranos)                                               | Igreja Evangélica do Rio da Prata | 45                                                     | 25.000                                                                                  | 2023                                                         |
| Argentina                              | Reformados continentais                                                                            | Igrejas Reformadas na Argentina | 11                                                     | 2.500                                                                                   | 2017                                                         |
| Austrália                              | Congregacionais                                                                                    | Federação Congregacional da Austrália e Nova Zelândia | 31                                                     | 2.985                                                                                   | 2004                                                         |
| Austrália                              | Igrejas Unidas (Presbiterianos, Congregacionais e Metodistas)                                      | Igreja Unida na Austrália | 2.500                                                  | 243.000                                                                                 | 2018                                                         |
| Áustria                                | Reformados continentais                                                                            | Igreja Evangélica de Confissão Helvética na Áustria | 9                                                      | 10.816                                                                                  | 2024                                                         |
| Bangladesh                             | Igrejas Unidas (Presbiterianos e Anglicanos)                                                       | Igreja de Bangladesh | 115                                                    | 22.600                                                                                  | 2022                                                         |
| Bangladesh                             | Presbiterianos                                                                                     | Igreja Presbiteriana Reformada Evangélica em Bangladesh | -                                                      | -                                                                                       | -                                                            |
| Bélgica                                | Igrejas Unidas (Reformados continentais e Metodista)                                               | Igreja Protestante Unida da Bélgica | 103                                                    | 3.401                                                                                   | 2014                                                         |
| Bolívia                                | Presbiterianos                                                                                     | Igreja Evangélica Presbiteriana na Bolívia | 12                                                     | 1.500                                                                                   | 2004                                                         |
| Botswana                               | Reformados continentais                                                                            | Igreja Reformada Holandesa em Botswana | 20                                                     | 10.000                                                                                  | 2016                                                         |
| Brasil                                 | Reformados continentais                                                                            | Igrejas Evangélicas Reformadas no Brasil | 13                                                     | 2.937                                                                                   | 2015                                                         |
| Brasil                                 | Presbiterianos                                                                                     | Igreja Presbiteriana Independente do Brasil | 553                                                    | 96.396                                                                                  | 2019                                                         |
| Brasil                                 | Presbiterianos                                                                                     | Igreja Presbiteriana Unida do Brasil | 44                                                     | 2.320                                                                                   | 2020                                                         |
| Bulgária                               | Congregacionais                                                                                    | União das Igrejas Evangélicas Congregacionais na Bulgária | 34                                                     | 5.000                                                                                   | 2006                                                         |
| Burkina Faso                           | Reformados continentais                                                                            | Associação de Igrejas Evangélicas Reformados de Burkina Faso | 22                                                     | 40.000                                                                                  | 2006                                                         |
| Camarões                               | Presbiterianos                                                                                     | Igreja Protestante Africana | 32                                                     | 10.000                                                                                  | 2006                                                         |
| Camarões                               | Reformados continentais                                                                            | Igreja Evangélica de Camarões | 700                                                    | 2.500.000                                                                               | 2022                                                         |
| Camarões                               | Presbiterianos                                                                                     | Igreja Presbiteriana em Camarões | 1.540                                                  | 2.000.000                                                                               | 2017                                                         |
| Camarões                               | Presbiterianos                                                                                     | Igreja Presbiteriana de Camarões | 1.364                                                  | 4.000.000                                                                               | 2018                                                         |
| Canadá                                 | Presbiterianos                                                                                     | Igreja Presbiteriana no Canadá | 1.337                                                  | 79.961                                                                                  | 2019                                                         |
| Canadá                                 | Igrejas Unidas (Presbiterianos, Congregacionais e Metodistas)                                      | Igreja Unida do Canadá | 2.451                                                  | 325.315                                                                                 | 2023                                                         |
| República Centro-Africano              | Reformados continentais                                                                            | Igreja Protestante de Cristo Rei | 2                                                      | 700                                                                                     | 2004                                                         |
| Chéquia                                | Igrejas Unidas (Reformados continentais e Luteranos)                                               | Igreja Evangélica dos Irmãos Checos | 242                                                    | 58.410                                                                                  | 2022                                                         |
| Chile                                  | Presbiterianos                                                                                     | Igreja Evangélica Presbiteriana no Chile | 12                                                     | 1.000                                                                                   | 2006                                                         |
| China (República Popular da China)     | Igrejas Unidas (Presbiterianos, Congregacionais, Batistas e Metodistas)                            | Conselho da Igreja de Cristo na China (Hong Kong) | 55                                                     | 28.361                                                                                  | 2006                                                         |
| Colômbia                               | Presbiterianos                                                                                     | Igreja Presbiteriana da Colômbia | 45                                                     | 12.000                                                                                  | 2006                                                         |
| Congo (República Democrática do Congo) | Igrejas Unidas                                                                                     | Comunidade Evangélica do Congo | 87                                                     | 83.746                                                                                  | 2006                                                         |
| Congo (República Democrática do Congo) | Presbiterianos                                                                                     | Comunidade Presbiteriana no Congo | 926                                                    | 2.500.000                                                                               | 2006                                                         |
| Congo (República Democrática do Congo) | Presbiterianos                                                                                     | Comunidade Presbiteriana Reformada na África (Comunidade Presbiteriana de Cassai Ocidental) | 496                                                    | 28.000                                                                                  | 2004                                                         |
| Congo (República Democrática do Congo) | Presbiterianos                                                                                     | Comunidade Presbiteriana de Cassai Oriental | 104                                                    | 27.210                                                                                  | 2004                                                         |
| Congo (República Democrática do Congo) | Presbiterianos                                                                                     | Comunidade Presbiteriana de Quinxassa | 186                                                    | 67.436                                                                                  | 2006                                                         |
| Congo (República Democrática do Congo) | Reformados continentais                                                                            | Comunidade Protestante em Catanga (Comunidade Protestante de Shaba) | 28                                                     | 18.000                                                                                  | 2004                                                         |
| Congo (República Democrática do Congo) | Presbiterianos                                                                                     | Comunidade Reformada de Presbiterianos | 21                                                     | 11.194                                                                                  | 2006                                                         |
| Congo (República do Congo)             | Reformados continentais                                                                            | Igreja Evangélica do Congo | 118                                                    | 225.000                                                                                 | 2016                                                         |
| Coreia do Sul                          | Presbiterianos                                                                                     | Igreja Presbiteriana da Coréia (TongHap) | 9.473                                                  | 2.207.982                                                                               | 2023                                                         |
| Coreia do Sul                          | Presbiterianos                                                                                     | Igreja Presbiteriana na Coréia (BaekSeok) | 7.373                                                  | 2.000.037                                                                               | 2023                                                         |
| Coreia do Sul                          | Presbiterianos                                                                                     | Igreja Presbiteriana na República da Coréia | 1.637                                                  | 193.221                                                                                 | 2023                                                         |
| Costa Rica                             | Presbiterianos                                                                                     | Igreja Evangélica Presbiteriana Costarricense | 24                                                     | 1.325                                                                                   | 2013                                                         |
| Croácia                                | Reformados continentais                                                                            | Igreja Cristã Reformada Calvinista na Croácia | 21                                                     | 3.378                                                                                   | 2006                                                         |
| Cuba                                   | Presbiterianos                                                                                     | Igreja Presbiteriana Reformada em Cuba | 59                                                     | 15.000                                                                                  | 2006                                                         |
| Cuba                                   | Morávios                                                                                           | Igreja da Morávia em Cuba | 8                                                      | 600                                                                                     | 2021                                                         |
| Dinamarca                              | Reformados continentais                                                                            | Sínodo Reformado da Dinamarca | 4                                                      | 1.000                                                                                   | 2004                                                         |
| República Dominicana                   | Reformados continentais                                                                            | Igreja Cristã Reformada na República Dominicana | -                                                      | 15.000                                                                                  | 2022                                                         |
| República Dominicana                   | Igrejas Unidas (Presbiterianos e Metodistas)                                                       | Igreja Evangélica Dominicana | 101                                                    | 5.000                                                                                   | 2022                                                         |
| Egito                                  | Presbiterianos                                                                                     | Igreja Evangélica do Egito (Sínodo do Nilo) | 400                                                    | 750.000                                                                                 | 2024                                                         |
| El Salvador                            | Reformados continentais                                                                            | Igreja Reformada Calvinista de El Salvador | 5                                                      | 3.212                                                                                   | 2004                                                         |
| Estados Unidos da América              | Reformados continentais                                                                            | Igreja Cristã Reformada na América do Norte | 981                                                    | 183.710                                                                                 | 2025                                                         |
| Estados Unidos da América              | Arminianos                                                                                         | Igreja Presbiteriana Cumberland | 841                                                    | 57.616                                                                                  | 2023                                                         |
| Estados Unidos da América              | Arminianos                                                                                         | Igreja Presbiteriana Cumberland nos Estados Unidos | 111                                                    | 14.473                                                                                  | 2020                                                         |
| Estados Unidos da América              | Presbiterianos                                                                                     | Ordem do Pacto dos Presbiterianos Evangélicos | 400                                                    | 127.000                                                                                 | 2022                                                         |
| Estados Unidos da América              | Reformados continentais `                                                                          | Igreja Reformada Húngara na América | 27                                                     | 6.080                                                                                   | 2006                                                         |
| Estados Unidos da América              | Presbiterianos                                                                                     | Igreja Presbiteriana Coreana no Exterior | 417                                                    | 53.182                                                                                  | 2023                                                         |
| Estados Unidos da América              | Presbiterianos                                                                                     | Igreja Presbiteriana (EUA) | 8.432                                                  | 1.045.848                                                                               | 2024                                                         |
| Estados Unidos da América              | Reformados continentais                                                                            | Igreja Reformada na América | 698                                                    | 88.128                                                                                  | 2024                                                         |
| Estados Unidos da América              | Igrejas Unidas (Reformados continentais, Congregacionais e Luteranos)                              | Igreja Unida de Cristo | 4.603                                                  | 712.296                                                                                 | 2023                                                         |
| Essuatíni                              | Reformados continentais                                                                            | Igreja Reformada da Suazilândia | 4                                                      | 1.600                                                                                   | 2016                                                         |
| Eslováquia                             | Reformados continentais                                                                            | Igreja Cristã Reformada na Eslováquia | 304                                                    | 85.271                                                                                  | 2021                                                         |
| Eslovênia                              | Reformados continentais                                                                            | Igreja Cristã Reformada na Eslovênia | 4                                                      | 400                                                                                     | 2004                                                         |
| Espanha                                | Igrejas Unidas (Presbiterianos, Congregacionais, Valdenses, Metodistas e Luteranos)                | Igreja Evangélica Espanhola | 40                                                     | 3.000                                                                                   | 2014                                                         |
| Etiópia                                | Igrejas Unidas (Presbiterianos e Luteranos)                                                        | Igreja Evangélica Etíope Mekane Yesus | 16.000                                                 | 12.000.000                                                                              | 2023                                                         |
| Filipinas                              | Reformados continentais                                                                            | Igreja Cristã Reformada nas Filipinas | 98                                                     | 8.232                                                                                   | 2024                                                         |
| Filipinas                              | Igrejas Unidas (Presbiterianos, Batista, Discípulos de Cristo e Metodista)                         | Igreja Unida de Cristo nas Filipinas | 2.564                                                  | 470.792                                                                                 | 2020                                                         |
| Filipinas                              | Igrejas Unidas (Presbiterianos e Metodistas)                                                       | Igreja Evangélica Unida de Cristo nas Filipinas | 72                                                     | 30.000                                                                                  | 2004                                                         |
| França                                 | Igrejas Unidas (Reformados continentais e Luteranos)                                               | Igreja Protestante Malgaxe na França | 39                                                     | 10.000                                                                                  | 2023                                                         |
| França                                 | Igrejas Unidas (Reformados continentais e Luteranos)                                               | União das Igrejas Protestantes da Alsácia e Lorena | 240                                                    | 220.000                                                                                 | 2023                                                         |
| França                                 | Igrejas Unidas (Reformados continentais e Luteranos)                                               | Igreja Protestante Unida da França | 1.000                                                  | 250.000                                                                                 | 2019                                                         |
| Gana                                   | Presbiterianos                                                                                     | Igreja Presbiteriana Evangélica (Gana) | 750                                                    | 600.000                                                                                 | 2021                                                         |
| Gana                                   | Presbiterianos                                                                                     | Igreja Presbiteriana do Gana | 4.889                                                  | 1.261.284                                                                               | 2022                                                         |
| Grécia                                 | Presbiterianos                                                                                     | Igreja Evangélica Grega | 30                                                     | 6.000                                                                                   | 2016                                                         |
| Granada                                | Presbiterianos                                                                                     | Igreja Presbiteriana em Granada | 3                                                      | 876                                                                                     | 2004                                                         |
| Guatemala                              | Presbiterianos                                                                                     | Igreja Evangélica Nacional Presbiteriana da Guatemala | 155                                                    | 60.000                                                                                  | 2023                                                         |
| Guiana                                 | Congregacionais                                                                                    | União Congregacional Guiana | 40                                                     | 2.452                                                                                   | 2006                                                         |
| Guiana                                 | Presbiterianos                                                                                     | Igreja Presbiteriana Guiana | 44                                                     | 2.500                                                                                   | 2006                                                         |
| Guiana                                 | Presbiterianos                                                                                     | Igreja Presbiteriana da Guiana | 25                                                     | 5.600                                                                                   | 2006                                                         |
| Guiné Equatorial                       | Presbiterianos                                                                                     | Igreja Presbiteriana Reformada da Guiné Equatorial | 29                                                     | 8.230                                                                                   | 2006                                                         |
| Honduras                               | Reformados continentais                                                                            | Igreja Cristã Reformada de Honduras | 75                                                     | 5.000                                                                                   | 2011                                                         |
| Hungria                                | Reformados continentais                                                                            | Igreja Reformada na Hungria | 1.230                                                  | 943.982                                                                                 | 2022                                                         |
| Índia                                  | Igrejas Unidas (Presbiterianos, Anglicanos, Metodistas e Discípulos de Cristo)                     | Igreja do Norte da Índia | 4.600                                                  | 2.200.000                                                                               | 2023                                                         |
| Índia                                  | Igrejas Unidas (Presbiterianos, Congregacionais, Reformados continentais, Anglicanos e Metodistas) | Igreja do Sul da Índia | 10.114                                                 | 4.500.000                                                                               | 2022                                                         |
| Índia                                  | Congregacionais                                                                                    | Igreja Congregacional da Índia (Maraland) | 23                                                     | 5.500                                                                                   | 2006                                                         |
| Índia                                  | Congregacionais                                                                                    | Igreja Evangélica de Maraland | 74                                                     | 30.327                                                                                  | 2006                                                         |
| Índia                                  | Congregacionais                                                                                    | Associação de Igrejas Evangélicas (Índia) | 200                                                    | 35.000                                                                                  | 2017                                                         |
| Índia                                  | Presbiterianos                                                                                     | Igreja Presbiteriana da Índia | 4.054                                                  | 1.605.423                                                                               | 2024                                                         |
| Índia                                  | Presbiterianos                                                                                     | Igreja Presbiteriana Reformada do Nordeste da Índia | 105                                                    | 11.376                                                                                  | 2021                                                         |
| Indonésia                              | Reformados continentais                                                                            | Igreja Cristã de Sulawesi Central | 625                                                    | 501.750                                                                                 | 2022                                                         |
| Indonésia                              | Reformados continentais                                                                            | Igreja Cristã em Sulawesi do Sul | 41                                                     | 6.555                                                                                   | 2004                                                         |
| Indonésia                              | Reformados continentais                                                                            | Igreja Cristã do Sul da Sumatra | 62                                                     | 39.900                                                                                  | 2004                                                         |
| Indonésia                              | Reformados continentais                                                                            | Igrejas Cristãs de Java | 307                                                    | 218.998                                                                                 | 2011                                                         |
| Indonésia                              | Reformados continentais                                                                            | Igreja Cristã do Sumba | 712                                                    | 386.000                                                                                 | 2011                                                         |
| Indonésia                              | Reformados continentais                                                                            | Igreja Evangélica Sangihe Talaud | 335                                                    | 158.925                                                                                 | 2012                                                         |
| Indonésia                              | Reformados continentais                                                                            | Igreja de Toraja Mamasa | 531                                                    | 130.000                                                                                 | 2010                                                         |
| Indonésia                              | Reformados continentais                                                                            | Igreja Cristã do Leste Java | 118                                                    | 153.000                                                                                 | 2004                                                         |
| Indonésia                              | Reformados continentais                                                                            | Igreja Cristã Evangélica em Halmahera | 411                                                    | 300.000                                                                                 | 2018                                                         |
| Indonésia                              | Reformados continentais                                                                            | Igreja Evangélica em Kalimantan | 1.280                                                  | 330.735                                                                                 | 2015                                                         |
| Indonésia                              | Reformados continentais                                                                            | Igreja Cristã Evangélica em Papua | 2.043                                                  | 834.763                                                                                 | 2024                                                         |
| Indonésia                              | Reformados continentais                                                                            | Igreja Cristã Evangélica em Bolaang Mongondow | 181                                                    | 210.300                                                                                 | 2012                                                         |
| Indonésia                              | Reformados continentais                                                                            | Igreja Cristã Indonésia | 231                                                    | 263.688                                                                                 | 2020                                                         |
| Indonésia                              | Reformados continentais                                                                            | Igreja Protestante Karo Batak | 913                                                    | 317.060                                                                                 | 2019                                                         |
| Indonésia                              | Reformados continentais                                                                            | Igreja Cristã Pasundan | 45                                                     | 30.000                                                                                  | 2004                                                         |
| Indonésia                              | Reformados continentais                                                                            | Igreja Cristã Protestante em Bali | 72                                                     | 13.520                                                                                  | 2023                                                         |
| Indonésia                              | Reformados continentais                                                                            | Igreja Protestante no Sudeste Sulawesi | 64                                                     | 30.000                                                                                  | 2006                                                         |
| Indonésia                              | Reformados continentais                                                                            | Igreja Toraja | 1.144                                                  | 262.171                                                                                 | 2022                                                         |
| Indonésia                              | Reformados Continentais                                                                            | Igreja Protestante na Indonésia - Igreja Evangélica Cristã em Timor - Igreja Cristã Evangélica em Minahasa - Igreja Protestante na Indonésia Ocidental - Igreja Protestante nas Molucas - Igreja Protestante Indonésia na Donggala - Igreja Protestante Indonésia na Buol Toli-Toli - Igreja Cristã em Luwuk Banggai - Igreja Protestante Indonésia na Gorontalo | 3.463 - 634 - 1.060 - 351 - 761 - 169 - 251 - 76 - 168 | 3.390.101 - 1.145.226 - 830.107 - 750.000 - 575.405 - 40.125 - 23.374 - 15.009 - 10.302 | 2023 - 2023 - 2023 - 2021 - 2019 - 2012 - 2023 - 2023 - 2023 |
| Irã                                    | Presbiterianos                                                                                     | Sínodo da Igreja Evangélica no Irã | 14                                                     | 9.000                                                                                   | 2018                                                         |
| Irlanda                                | Presbiterianos                                                                                     | Igreja Presbiteriana na Irlanda | 500                                                    | 200.000                                                                                 | 2020                                                         |
| Israel                                 | Presbiterianos                                                                                     | Igreja Presbiteriana Baraka | 2                                                      | 50                                                                                      | 2004                                                         |
| Itália                                 | Valdenses                                                                                          | Igreja Evangélica Valdense | 177                                                    | 21.657                                                                                  | 2017                                                         |
| Jamaica                                | Igrejas Unidas (Presbiterianos, Congregacionais e Discípulos de Cristo)                            | Igreja Unida na Jamaica e nas Ilhas Cayman | 194                                                    | 14.000                                                                                  | 2025                                                         |
| Japão                                  | Igrejas de Cristo                                                                                  | Igreja de Cristo no Japão | 137                                                    | 13.102                                                                                  | 2006                                                         |
| Japão                                  | Presbiterianos                                                                                     | Igreja Cristã Coreana no Japão | 100                                                    | 7.160                                                                                   | 2006                                                         |
| Kiribati                               | Igrejas Unidas (Presbiterianos, Congregacionais e Anglicanos)                                      | Igreja Unida de Kiribati | 136                                                    | 25.216                                                                                  | 2020                                                         |
| Letônia                                | Reformados continentais                                                                            | Igreja Reformada na Letônia | 3                                                      | 40                                                                                      | 2006                                                         |
| Líbano                                 | Presbiterianos                                                                                     | União das Igrejas Evangélicas Armênias no Próximo Oriente | 25                                                     | 9.500                                                                                   | 2006                                                         |
| Líbano                                 | Presbiterianos                                                                                     | Sínodo Evangélico Nacional da Síria e do Líbano | 36                                                     | 8.000                                                                                   | 2006                                                         |
| Líbano                                 | Presbiterianos                                                                                     | União Evangélica Nacional do Líbano | 9                                                      | 2.000                                                                                   | 2006                                                         |
| Lesoto                                 | Reformados continentais                                                                            | Igreja Evangélica de Lesoto na África Austral | 109                                                    | 800.000                                                                                 | 2020                                                         |
| Libéria                                | Presbiterianos                                                                                     | Igreja Presbiteriana da Libéria | 15                                                     | 3.000                                                                                   | 2023                                                         |
| Lituânia                               | Reformados continentais                                                                            | Igreja Evangélica Reformada da Lituânia | 14                                                     | 7.000                                                                                   | 2008                                                         |
| Luxemburgo                             | Reformados continentais                                                                            | Igreja Protestante Reformada de Luxemburgo | 4                                                      | 3.500                                                                                   | 2006                                                         |
| Madagascar                             | Reformados continentais                                                                            | Igreja de Jesus Cristo em Madagascar | 7.200                                                  | 6.000.000                                                                               | 2016                                                         |
| Malásia                                | Presbiterianos                                                                                     | Igreja Presbiteriana na Malásia | 100                                                    | 7.000                                                                                   | 2004                                                         |
| Malawi                                 | Presbiterianos                                                                                     | - Igreja Presbiteriana da África Central - Sínodo Blantyre - Igreja Presbiteriana da África Central - Sínodo Nkhoma | 1.035 - 800 - 235                                      | 2.800.000 - 1.800.000 - 1.000.000                                                       | 2024 - 2016 - 2024                                           |
| Marrocos                               | Reformados continentais                                                                            | Igreja Evangélica no Marrocos | 9                                                      | 3.000                                                                                   | 2016                                                         |
| Ilhas Marshall                         | Congregacionais                                                                                    | Igrejas Congregacionais Reformadas | 9                                                      | 4.000                                                                                   | 2004                                                         |
| Ilhas Marshall                         | Congregacionais                                                                                    | Igreja Unida de Cristo (Ilhas Marshall) | 32                                                     | 37.130                                                                                  | 2021                                                         |
| Maurício                               | Presbiterianos                                                                                     | Igreja Presbiteriana de Maurício | 5                                                      | 501                                                                                     | 2011                                                         |
| México                                 | Presbiterianos                                                                                     | Igreja Nacional Presbiteriana do México | 6.000                                                  | 2.800.000                                                                               | 2010                                                         |
| México                                 | Presbiterianos                                                                                     | Igreja Presbiteriana Associada Reformada do México | 63                                                     | 2.365                                                                                   | 2004                                                         |
| México                                 | Presbiterianos                                                                                     | Igreja Presbiteriana Reformada do México | 102                                                    | 26.000                                                                                  | 2004                                                         |
| México                                 | Presbiterianos                                                                                     | Comunhão Mexicana de Igrejas Reformadas e Presbiterianas | -                                                      | -                                                                                       | -                                                            |
| Moçambique                             | Presbiterianos                                                                                     | Igreja Evangélica de Cristo em Moçambique | 500                                                    | 40.000                                                                                  | 2004                                                         |
| Moçambique                             | Presbiterianos                                                                                     | Igreja Presbiteriana de Moçambique | 350                                                    | 200.000                                                                                 | 2010                                                         |
| Moçambique                             | Reformados continentais                                                                            | Igreja Reformada em Moçambique | 75                                                     | 80.000                                                                                  | 2019                                                         |
| Moçambique                             | Congregacionais                                                                                    | Igreja de Cristo Unida em Moçambique | 22                                                     | 15.000                                                                                  | 2011                                                         |
| Myanmar                                | Reformados continentais                                                                            | Igreja Cristã Reformada em Myanmar | 50                                                     | 5.000                                                                                   | 2004                                                         |
| Myanmar                                | Presbiterianos                                                                                     | Igreja Presbiteriana Independente de Myanmar | 182                                                    | 4.932                                                                                   | 2004                                                         |
| Myanmar                                | Igrejas Unidas (Congregacionais e Luteranos)                                                       | Igreja Evangélica Mara | 87                                                     | 21.879                                                                                  | 2023                                                         |
| Myanmar                                | Presbiterianos                                                                                     | Igreja Presbiteriana de Myanmar | 245                                                    | 33.000                                                                                  | 2001                                                         |
| Myanmar                                | Presbiterianos                                                                                     | Igreja Presbiteriana Reformada em Myanmar | 35                                                     | 2.500                                                                                   | 2021                                                         |
| Myanmar                                | Presbiterianos                                                                                     | Igreja Presbiteriana Evangélica em Myanmar | 33                                                     | 5.000                                                                                   | 2004                                                         |
| Níger                                  | Reformados continentais                                                                            | Igreja Evangélica da República do Níger | -                                                      | 12.000                                                                                  | 2019                                                         |
| Nigéria                                | Reformados continentais                                                                            | Igreja Cristã Reformada da Nigéria | 180                                                    | 500.000                                                                                 | 2024                                                         |
| Nigéria                                | Reformados continentais                                                                            | Igreja de Cristo Reformada Universal | 2.000                                                  | 1.000.000                                                                               | 2023                                                         |
| Nigéria                                | Reformados continentais                                                                            | Igreja Reformada Evangélica de Cristo | 267                                                    | 1.500.000                                                                               | 2004                                                         |
| Nigéria                                | Presbiterianos                                                                                     | Igreja Presbiteriana da Nigéria | 2.000                                                  | 3.806.690                                                                               | 2011                                                         |
| Nigéria                                | Reformados continentais                                                                            | Igreja Reformada de Cristo Para as Nações | 132                                                    | 100.000                                                                                 | 2024                                                         |
| Nigéria                                | Reformados continentais                                                                            | Igreja Unida de Cristo na Nigéria | 81                                                     | 66.000                                                                                  | 2004                                                         |
| Niue                                   | Congregacionais                                                                                    | Igreja Cristã Congregacional de Niue | 16                                                     | 1.190                                                                                   | 2006                                                         |
| Nova Caledônia                         | Reformados continentais                                                                            | Igreja Protestante de Kanaky Nova Caledônia | 90                                                     | 70.000                                                                                  | 2006                                                         |
| Nova Zelândia                          | Presbiterianos                                                                                     | Igreja Presbiteriana de Aotearoa Nova Zelândia | 259                                                    | 18.348                                                                                  | 2023                                                         |
| Países Baixos                          | Igrejas Unidas (Reformados continentais e Luteranos)                                               | Igreja Protestante na Holanda | 1.487                                                  | 1.430.000                                                                               | 2024                                                         |
| Países Baixos                          | Arminianos                                                                                         | Irmandade Remonstrante | 44                                                     | 5.050                                                                                   | 2015                                                         |
| Países Baixos                          | Congregacionais                                                                                    | Aliança de Congregações Evangélicas Livres na Holanda | 40                                                     | 7.000                                                                                   | 2004                                                         |
| Paquistão                              | Presbiterianos                                                                                     | Igreja Presbiteriana do Paquistão | 220                                                    | 500.000                                                                                 | 2025                                                         |
| Paquistão                              | Igrejas Unidas (Presbiterianos, Metodistas, Luteranos e Anglicanos)                                | Igreja do Paquistão | 400                                                    | 500.000                                                                                 | 2014                                                         |
| Polinésia Francesa                     | Congregacionais                                                                                    | Igreja Protestante Maohi | 96                                                     | 130.000                                                                                 | 2006                                                         |
| Polônia                                | Reformados continentais                                                                            | Igreja Evangélica Reformada na Polônia | 13                                                     | 3.200                                                                                   | 2020                                                         |
| Portugal                               | Presbiterianos                                                                                     | Igreja Evangélica Presbiteriana de Portugal | 21                                                     | 3.000                                                                                   | 2006                                                         |
| Quênia                                 | Presbiterianos                                                                                     | Igreja Presbiteriana da África Oriental | 3.200                                                  | 4.000.000                                                                               | 2010                                                         |
| Quênia                                 | Reformados continentais                                                                            | Igreja Reformada da África Oriental | 600                                                    | 50.000                                                                                  | 2021                                                         |
| Reino Unido                            | Presbiterianos                                                                                     | Igreja da Escócia | 992                                                    | 245.000                                                                                 | 2024                                                         |
| Reino Unido                            | Presbiterianos                                                                                     | Igreja Presbiteriana de Gales | 471                                                    | 12.938                                                                                  | 2023                                                         |
| Reino Unido                            | Congregacionais                                                                                    | União dos Galeses Independentes | 390                                                    | 20.000                                                                                  | 2006                                                         |
| Reino Unido                            | Presbiterianos                                                                                     | Igreja Livre Unida da Escócia | 47                                                     | 1.839                                                                                   | 2023                                                         |
| Reino Unido                            | Igrejas Unidas (Presbiterianos, Congregacionais e Discípulos de Cristo)                            | Igreja Reformada Unida | 1.242                                                  | 35.844                                                                                  | 2022                                                         |
| Romênia                                | Reformados continentais                                                                            | Igreja Reformada na Romênia | 1.352                                                  | 495.380                                                                                 | 2021                                                         |
| Ruanda                                 | Presbiterianos                                                                                     | Igreja Presbiteriana em Ruanda | 3.573                                                  | 1.624.823                                                                               | 2024                                                         |
| Ilhas Salomão                          | Igrejas Unidas (Presbiterianos e Metodistas)                                                       | Igreja Unida nas Ilhas Salomão | 191                                                    | 50.000                                                                                  | 2006                                                         |
| Samoa Americana                        | Congregacionais                                                                                    | Igreja Cristã Congregacional da Samoa Americana | 113                                                    | 20.000                                                                                  | 2006                                                         |
| Samoa                                  | Congregacionais                                                                                    | Igreja Cristã Congregacional de Samoa | 325                                                    | 70.000                                                                                  | 2006                                                         |
| Senegal                                | Reformados continentais                                                                            | Igreja Protestante do Senegal | 5                                                      | 1.000                                                                                   | 2015                                                         |
| Sérvia                                 | Reformados continentais                                                                            | Igreja Cristã Reformada na Sérvia | 15                                                     | 17.000                                                                                  | 2004                                                         |
| Singapura                              | Presbiterianos                                                                                     | Igreja Presbiteriana em Singapura | 37                                                     | 21.000                                                                                  | 2020                                                         |
| Sri Lanka                              | Reformados continentais                                                                            | Igreja Cristã Reformada do Sri Lanka | 41                                                     | 3.000                                                                                   | 2014                                                         |
| Sri Lanka                              | Presbiterianos                                                                                     | Presbitério de Lanka | 3                                                      | 500                                                                                     | 2004                                                         |
| Sudão                                  | Presbiterianos                                                                                     | Igreja Presbiteriana do Sudão do Sul e Sudão | 500                                                    | 1.000.000                                                                               | 2006                                                         |
| Sudão do Sul                           | Reformados continentais                                                                            | Igreja do Interior Africano do Sudão do Sul e Sudão | 340                                                    | 125.000                                                                                 | 2006                                                         |
| Sudão do Sul                           | Reformados continentais                                                                            | Igrejas Reformadas Sudanesas | 34                                                     | 6.000                                                                                   | 2023                                                         |
| Suécia                                 | Igrejas Unidas (Batistas, Petistas e Metodista)                                                    | Igreja Unida na Suécia | 640                                                    | 58.569                                                                                  | 2021                                                         |
| Suíça                                  | Reformados continentais                                                                            | Federação das Igrejas Protestantes da Suíça | 982                                                    | 1.920.000                                                                               | 2019                                                         |
| Taiwan                                 | Presbiterianos                                                                                     | Igreja Presbiteriana em Taiwan | 1.205                                                  | 238.372                                                                                 | 2009                                                         |
| Tailândia                              | Igrejas Unidas (Presbiterianos, Luteranos e Batistas)                                              | Igreja de Cristo na Tailândia | 550                                                    | 130.000                                                                                 | 2006                                                         |
| Timor-Leste                            | Reformados continentais                                                                            | Igreja Protestante em Timor-Leste | 74                                                     | 17.000                                                                                  | 2002                                                         |
| Togo                                   | Presbiterianos                                                                                     | Igreja Evangélica Presbiteriana do Togo | 591                                                    | 127.817                                                                                 | 2016                                                         |
| Trinidad e Tobago                      | Presbiterianos                                                                                     | Igreja Presbiteriana de Trinidad e Tobago | 108                                                    | 40.000                                                                                  | 2004                                                         |
| Tuvalu                                 | Congregacionais                                                                                    | Igreja Cristã de Tuvalu | 18                                                     | 9.682                                                                                   | 2012                                                         |
| Ucrânia                                | Reformados continentais                                                                            | Igreja Reformada Transcarpática | 108                                                    | 70.000                                                                                  | 2015                                                         |
| Uganda                                 | Reformados continentais                                                                            | Igreja Cristã Reformada na África Oriental | -                                                      | 100.000                                                                                 | 2019                                                         |
| Uganda                                 | Presbiterianos                                                                                     | Igreja Presbiteriana Reformada no Uganda | 12                                                     | 5.000                                                                                   | 2004                                                         |
| Uganda                                 | Presbiterianos                                                                                     | Igreja Presbiteriana Reformada na África (Uganda) | 8                                                      | 619                                                                                     | 2022                                                         |
| Uruguai                                | Valdenses                                                                                          | Igreja Evangélica Valdense do Rio da Prata | 23                                                     | 13.685                                                                                  | 2004                                                         |
| Vanuatu                                | Presbiterianos                                                                                     | Igreja Presbiteriana de Vanuatu | 400                                                    | 65.000                                                                                  | 2018                                                         |
| Venezuela                              | Presbiterianos                                                                                     | Igreja Presbiteriana da Venezuela | 17                                                     | 800                                                                                     | 2018                                                         |
| Vietnã                                 | Presbiterianos                                                                                     | Igreja Presbiteriana do Vietnã | -                                                      | 17.000                                                                                  | 2015                                                         |
| Zâmbia                                 | Presbiterianos                                                                                     | Igreja Presbiteriana da África Central - Sínodo Zâmbia | 89                                                     | 120.000                                                                                 | 2024                                                         |
| Zâmbia                                 | Reformados continentais                                                                            | Igreja Reformada na Zâmbia | 200                                                    | 1.000.000                                                                               | 2022                                                         |
| Zâmbia                                 | Igrejas Unidas (Presbiterianos e Metodistas)                                                       | Igreja Unida da Zâmbia | 1.060                                                  | 4.000.000                                                                               | 2024                                                         |
| Zimbabwe                               | Reformados continentais                                                                            | Igreja Reformada no Zimbábue | 123                                                    | 100.000                                                                                 | 2022                                                         |
| Zimbabwe                               | Presbiterianos                                                                                     | Igreja Presbiteriana da África Central - Sínodo Harare | 28                                                     | 8.574                                                                                   | 2018                                                         |
| Global                                 | Total                                                                                              | Comunhão Mundial das Igrejas Reformadas (apenas membros plenos) | 169.971                                                | 100.895.098                                                                             | 2004-2025                                                    |
| China (República Popular da China)     | Igrejas Unidas                                                                                     | Conselho Cristão Chinês (membro associado) | 60.000                                                 | 38.000.000                                                                              | 2018                                                         |
| Congo (República Democrática do Congo) | Batistas                                                                                           | Comunidade Batista dos Fiéis da África (membro afiliado) | 469                                                    | 48.724                                                                                  | 2024                                                         |
| Global                                 | Discípulos de Cristo                                                                               | Conselho Consultivo Ecumênico dos Discípulos (membro associado) | 8.492                                                  | 1.069.791                                                                               | 2022                                                         |
| Global                                 | Total                                                                                              | Comunhão Mundial das Igrejas Reformadas (incluindo membros associados e filiados) | 238.932                                                | 140.013.613                                                                             | 2004-2025                                                    |

## Perfil dos membros
| Ano  | Número de denominações | Número de membros individuais | % da população global |
| ---- | ---------------------- | ----------------------------- | --------------------- |
| 2010 | 225                    | 80.000.000                    | 1,14%                 |
| 2017 | 233                    | 100.000.000                   | 1,30%                 |
| 2025 | 230                    | 140.013.613                   | 1,70%                 |

Em 2010, à época da fundação da CMIR, estimava-se que a organização tinha cerca de 80 milhões de membros, em 225 igrejas membros.
Em 2017, estimava-se que havia cerca de 100 milhões de membros em suas 233 igrejas-membros.
A próxima Assembleia Geral está marcada para outubro de 2025, quando novas estatísticas da organização deverão ser divulgadas. No entanto, considerando as estatísticas mais atualizadas das igrejas-membro da CMIR, as denominações de membros plenos têm um total combinado de cerca de 100,8 milhões de membros.
Incluindo os membros associados e afiliados, a soma das estatísticas das próprias denominações resulta em cerca de 140 milhões de membros. 
Desdes, presbiterianas, reformadas, congregacionais e valdenses, somam 73,3 milhões de membros. Esse número corresponde a cerca de 82% dos 89 milhões de cristãos reformados em todo o mundo.
As igrejas unidas (incluindo o Conselho Cristão Chinês) na CMIR somam 65,5 milhões de membros, que correspondem a cerca de 86% dos 75 milhões de membros dessas igrejas.
Os Discípulos de Cristo representados apenas pelo Conselho Consultivo Ecumênico dos Discípulos são cerca de 1 milhão de pessoas. 

### Membros plenos

#### Sub-família denominacional
Sub-famílias denominacionais na CMIR pelo número de membros individuais (apenas membros plenos)
Considerando apenas os 100,8 milhões membros plenos da Comunhão Mundial das Igrejas Reformadas, 40,38% dos membros individuais são presbiterianos. Os reformados continentais representam 29,41% dos membros e as Igrejas Unidas são 27,21%. 
Entre as igrejas unidas está a Igreja Evangélica Etíope Mekane Yesus. Trata-se de denominação de teologia luterana, com um sínodo de tradição reformada. Esta é a maior denominação membro da comunhão. Sozinha, representa 11,89% dos membros. As demais igrejas unidas são 15,32% dos membros. 
Entre os menores grupos dentro da comunhão estão os Congregacionais, que representam 2,87% dos membros. Os valdenses são 0,04% dos membros da comunhão. 
Os arminianos, morávios e Igrejas de Cristo historicamente não são considerados parte da Tradição Reformada. Todavia, juntas, as denominações destas tradições representam 0,09% dos membros individuais da CMIR. 

#### Geografia
Localização geográfica dos membros individuais representados pelas denominações membros plenos da CMIR
Entre os membros plenos, a grande maioria está concentrado na África, sendo as igrejas deste continente representantes de 64,1 milhões de pessoas, ou 63,58% dos membros. As igrejas com sede na Ásia representam 22,4 milhões de pessoas, ou 22,29% dos membros. 
Os continentes com as menores comunidades reformadas e de igrejas unidas membros plenos da CMIR são: Europa, com 7,6 milhões de membros, ou 7,59% dos membros; América, com 5,8 milhões de membros, ou 5,80%; e Oceania, com 746 mil membros, ou 0,74%.
Embora as igrejas europeias e americanas sejam a minoria em número de membros, representam a grande maioria dos contribuintes financeiros da CMIR.
Em 2023, as contribuições financeiras recebidas pela CMIR das igrejas membros tiveram a seguinte origem: 63,29% da Europa; 30,78% de igrejas da América (sendo 30,65% da América do Norte e Caribe e 0,13% da América Latina); 5,42% da Ásia; 0,27% da África e 0,24% da Oceania. Neste ano, apenas 51 das 230 denominações membros contribuíram financeiramente para a CMIR.
Considerando as denominações, a Igreja Presbiteriana (EUA) é maior contribuinte da CMIR, representando 21,35% das contribuições recebidas em 2023. A Igreja Protestante da Suíça responde por 12,46% das contribuições, a Igreja de Lippe e Igreja Evangélica Reformada na Alemanha, contribuíram, cada uma, com 10,57% dos valores recebidos naquele ano.
A Igreja Protestante nos Países Baixos foi responsável por 8,46% dos valores recebidos dos membros em 2023. Igreja Presbiteriana da Coréia (TongHap) é a maior contribuinte fora da Europa e América do Norte. Esta denominação foi responsável por 4,23% das contribuições financeiras recebidas neste ano. A Igreja da Escócia contribui com 4,09% no mesmo ano.

### Todos os membros

#### Sub-família denominacional
Sub-famílias denominacionais na CMIR pelo número de membros individuais (incluindo membros associados e filiados)
A CMIR distingue entre membros plenos e membros associados ou afiliados. Membros plenos têm direito a voz e voto em todas as suas assembleias, com representação proporcional ao número de membros de cada denominação. Somente denominações presbiterianas, reformadas continentais, congregacionais, valdenses, morávias e Igrejas Unidas podem ser membros plenos.
Membros associados são fraternidades e associações de igrejas, que incluem membros plenos da CMIR. O Conselho Cristão Chinês foi, originalmente, um membro pelo da CMIR. Todavia, em 2012, foi aprovada a mudança de seu status para membro associado da CMIR. A mudança de status foi confirmada na Assembleia Geral da CMIR, em 2017. O Conselho Consultivo Ecumênico dos Discípulos, uma organização internacional que reúne denominações nacionais dos Discípulos de Cristo, com quatro denominações unidas que também são membros plenos do CMIR, tornou-se membro associado do CMIR em 2010. No entanto, os membros associados não têm direito a voto nas assembleias do CMIR.
Instituições estabelecidas por igrejas-membro ou que estejam em concordância com confissões de fé reformadas históricas podem se associar como membros afiliados, também sem direito a voto. A Comunidade Batista dos Fiéis na África tornou-se membro afiliado em 2017.
Considerando todos os 140 milhões de membros (incluindo os membros associados e filiados), a composição da CMIR é de 46,75% de Igrejas Unidas, sendo, deste número, 27,14% o Conselho Cristão Chinês, 8,57% da Igreja Evangélica Etíope Mekane Yesus e 11,04% de outras igrejas unidas. 
Os presbiterianos representam 29,10% dos membros totais, os reformados continentais representam 21,19%, os congregacionais 2,04%, os Discípulos de Cristo são 0,76% dos membros e os valdenses são 0,03%.
Os demais grupos (arminianos, morávios, Igrejas de Cristo e batistas) representam 0,10% dos membros totais.
Além das denominações, algumas instituições teológicas também são membros afiliados à CMIR, como o Trinity Theological Seminary (Gana), o International Reformed Theological Institute e o Network for African Congregational Theology.

#### Geografia
Localização geográfica dos membros individuais representados pelas denominações membros plenos, associadas e afiliadas da CMIR
Se incluídos os membros associados e afiliados, o total de membros no continente africano chega a 64,9 milhões de pessoas, ou 46,37% de todos os membros. O Conselho Cristão Chinês, um membros associado, quando incluído, faz com o número de membros associados na Ásia chegue a 60,4 milhões de pessoas, ou 43,20% de todos os membros. 
Se contados os membros associados e afiliados, as denominações europeias membros da CMIR representam apenas 5,47% dos membros, as americanas 4,40% e as denominações da Oceania 0,56% de todos os membros.

## Ex-membros
Em 2013 a CMIR recebeu o comunicado de desfiliação da Igrejas Cristãs Reformadas da Austrália, Igreja Protestante da Ilha da Reunião e Igreja Presbiteriana Santo André.
A Igreja Evangélica Árabe de São Paulo foi, anteriormente, membros da CMIR. Todavia, depois de 2015, a denominação aderiu à Convenção Batista Brasileira e deixou a CMIR.
Devido a postura cada vez mais liberal, denominações teologicamente conservadoras deixaram a Comunhão Mundial das Igrejas Reformadas (CMIR) na década de 2020. 
Em 22 de junho de 2023, a Igreja Presbiteriana Evangélica (EUA) aprovou resolução pela qual se retirou da CMIR e reafirmou que baseará suas relações globais com outras igrejas reformadas na mais conservadora Fraternidade Reformada Mundial.
Em fevereiro de 2024, a Igreja Presbiteriana do Chile também aprovou uma resolução para se retirar da CMIR.
Em junho de 2024, a União Nacional das Igrejas Protestantes Reformadas Evangélicas da França também se retirou da organização.

## Adesão potencial
Embora se proponha a unir todos os cristãos reformados, há um grande número de igrejas presbiterianas, reformadas, congregacionais, morávias e unidas que não são membros da CMIR. Juntas, as igrejas não-membros, que cumprem os critérios de adesão, somam 26 milhões de membros, que incluem:
- cerca de 10 milhões de membros de Igrejas Unidas:
  - cerca de 9 milhões das Igrejas Unidas na Igreja Evangélica na Alemanha (Igreja Evangélica na Renânia, Igreja Evangélica da Vestfália, Igreja Evangélica em Hesse e Nassau, Igreja Evangélica de Kurhessen-Waldeck, Igreja Evangélica de Bremen, Igreja Protestante de Anhalt, Igreja Protestante em Baden, Igreja Evangélica Berlim-Brandemburgo-Alta Lusácia Silésia, Igreja Evangélica na Alemanha Central e Igreja Evangélica do Palatinado);[79] e
  - cerca de 1 milhão de membros de outras igrejas unidas, tais como a Igreja Unida em Papua-Nova Guiné (748 mil membros)[331], Igreja Evangélica do Chade (200 mil membros),[332] Igreja Unida de Cristo no Japão (195 mil membros)[333], entre outras igrejas unidas;
- cerca de 9 milhões de reformados continentais:
  - cerca de 8 milhões de membros da Igreja de Cristo nas Nações; [334] e
  - cerca de 1 milhão de outros reformados continentais, tais como Igreja Sudanesa de Cristo (220 mil membros),[335] Igrejas Reformadas Neerlandesas (130 mil membros), [336] Congregações Reformadas (107 mil membros),[337] Missão Evangélica Indígena em Madagascar (105 mil membros),[338] Igrejas Reformadas na África do Sul (76 mil membros) [339], Igrejas Cristãs Reformadas na Holanda (66 mil membros),[340] Igreja Evangélica Molucana (65 mil membros), [341] Igreja Reformada Restaurada (60 mil membros),[342] entre outras igrejas reformadas continentais;
- cerca de 6 milhões de presbiterianos, tais como a Igreja Presbiteriana na Coreia (HapDong) (2,250 milhões de membros),[343] Igreja Presbiteriana do Brasil (703 mil membros),[344] Igreja Presbiteriana na Coreia (GaeHyuk I) (633 mil membros),[345] Igreja Presbiteriana na América (400 mil membros),[346] Igreja Presbiteriana Ortodoxa nos Camarões (382 mil membros),[347] Igreja Presbiteriana na Coreia (Kosin) (378 mil membros),[348] Igreja Presbiteriana Unida do Paquistão (250 mil membros), Igreja Presbiteriana da África Central - Sínodo Livingstonia, (200 mil membros),[349] Igreja Presbiteriana Reformada Associada do Paquistão (150 mil membros),[350] Igreja Evangélica Global (146 mil membros)[351] Igreja Presbiteriana na Coreia (HapShin) (129 mil membros), [352], Igreja Presbiteriana na Etiópia (120 mil membros),[353] Igreja Presbiteriana na Coreia (HoHeon) (120 mil membros),[354] Igreja Presbiteriana Evangélica (EUA)[a] (119 mil membros),[355] Igreja Presbiteriana Coreana Americana (80 mil membros), [356] Igreja Evangélica Presbiteriana de Siquim (61 mil membros), [357] Igreja Presbiteriana da Coreia (Daeshin)  (60 mil membros),[358] Igreja Presbiteriana de Angola (60 mil membros),[359] entre outras denominações presbiterianas;
- cerca de 1 milhão de morávios[b][127];
- cerca de 500 mil congregacionais, tais como a Igreja Unida de Cristo no Zimbabwe (200 mil membros),[360] Conferência Cristã Congregacional Conservadora (51 mil membros),[361] Fraternidade de Igrejas Evangélicas Independentes (50 mil membros),[362] União das Igrejas Evangélicas Congregacionais do Brasil (50 mil membros),[363] Associação Nacional de Igrejas Cristãs Congregacionais (EUA) (41 mil membros),[361] entre outras denominações congregacionais.